# Barbara De Fina
Barbara De Fina (New Jersey, 28 december 1949) is een Amerikaanse producer. Tussen 1985 en 1991 was ze getrouwd met regisseur Martin Scorsese en derhalve stiefmoeder van Cathy en Domenica Scorsese. De Fina is vaak producer geweest van de films van Scorsese. Bekende voorbeelden zijn de films The Color of Money (1986), Goodfellas (1990), Casino (1995) en Kundun (1997).
Ze was ook producer van de videoclip Bad van Michael Jackson. Die clip werd eveneens geregisseerd door Scorsese.